# Hermann Heinze (Architekt)
Hermann Heinze (* 26. Juni 1878 in Hannover; † 28. April 1930 in Köthen) war ein deutscher Architekt.

## Leben
Noch während seines Studiums arbeitete Heinze im Büro der renommierten Architekten Mohr & Weidner in (Berlin-)Charlottenburg; er war dabei 1901 an einem Wettbewerbsentwurf für das neue Hospital und die Bürgermeistervilla in Köthen (Anhalt) beteiligt. der mit dem 3. Preis prämiert wurde. Obwohl der Entwurf nicht zur Ausführung gelangte, ließ Heinze sich kurz darauf in Köthen nieder und entwarf in der Folgezeit zahlreiche stadtbildprägende Bauten, die heute zum großen Teil unter Denkmalschutz stehen. Stilistisch deckte er dabei ein breites Formenspektrum vom späten Historismus über den Jugendstil bis hin zum Neuen Bauen ab.
Heinze war Mitglied im Bund Deutscher Architekten (BDA). Sein Grab auf dem Köthener Neuen Friedhof ist in Formen des zyklopischen Jugendstils gehalten.

## Bauten in Köthen und Anhalt (unvollständig)
- um 1900: Wohnhausgruppe Baasdorfer Straße 11/12
- 1903: Wohn- und Geschäftshaus Schwerdtfeger, Bärplatz 6/7
- 1906: Grabmal für den Bauunternehmer Ernst Carl
- nach 1906: eigenes Wohnhaus (als Umbau), Augustenstraße 7
- 1908–1910: Gebäude einer Superphosphatfabrik der Düngerwerke Baalberge GmbH in (Baalberge-) Kleinwirschleben[2]
- um 1910: Wohnhausgruppe Mühlenstraße 17/18
- um 1910: Wohnhausgruppe Wallstraße 21/22
- 1911: Schmiede der Zuckerfabrik Bernburg-Dröbel (1924 Zaun bei Büro ebenda)[3]
- 1924–1926: Grünes Gebäude für das Friedrichs-Polytechnikum[4]
- 1927–1929: Bauleitung beim Bau einer Siedlung für den Anhaltischen Siedlerverband in Köthen-Geuz, Lelitzer Straße, Hermann-Wäschke-Straße (nach Entwurf des Architekten Leopold Fischer)[5]
- 1928: Vereinshaus für die Freie Turnerschaft Köthen[6]

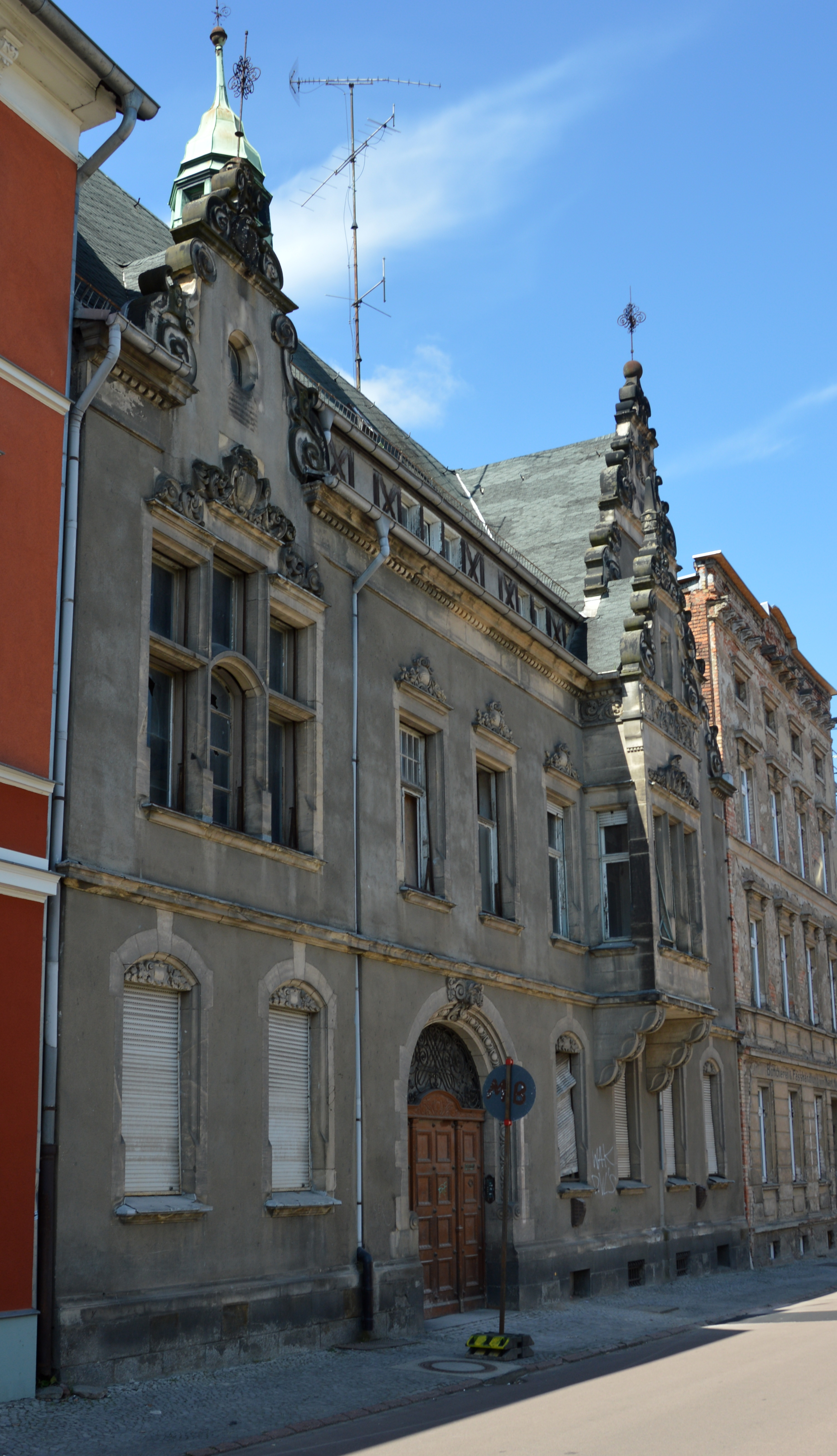
Haus Augustenstraße 7 (Zustand 2016)
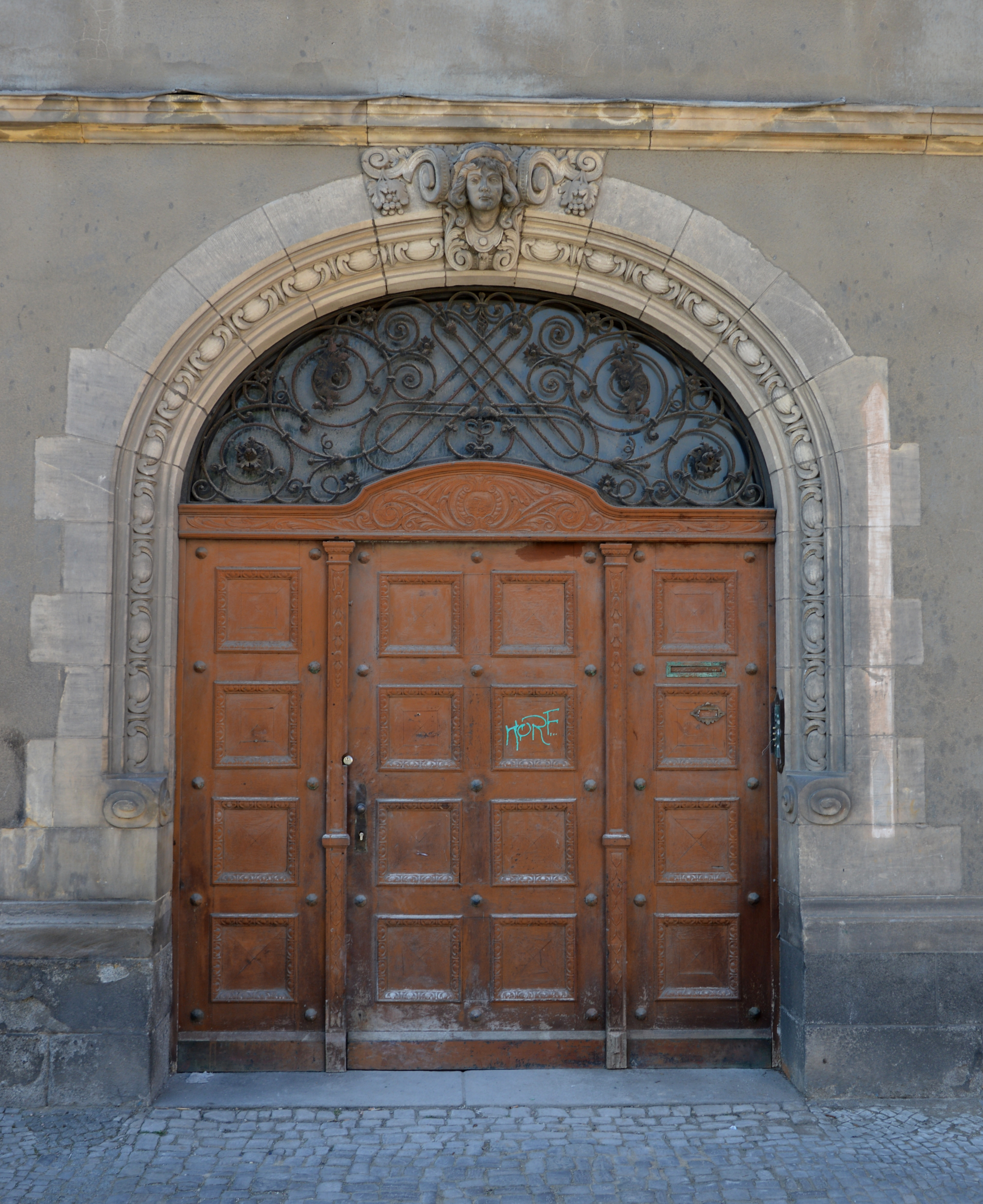
Haus Augustenstraße 7 (Portal)
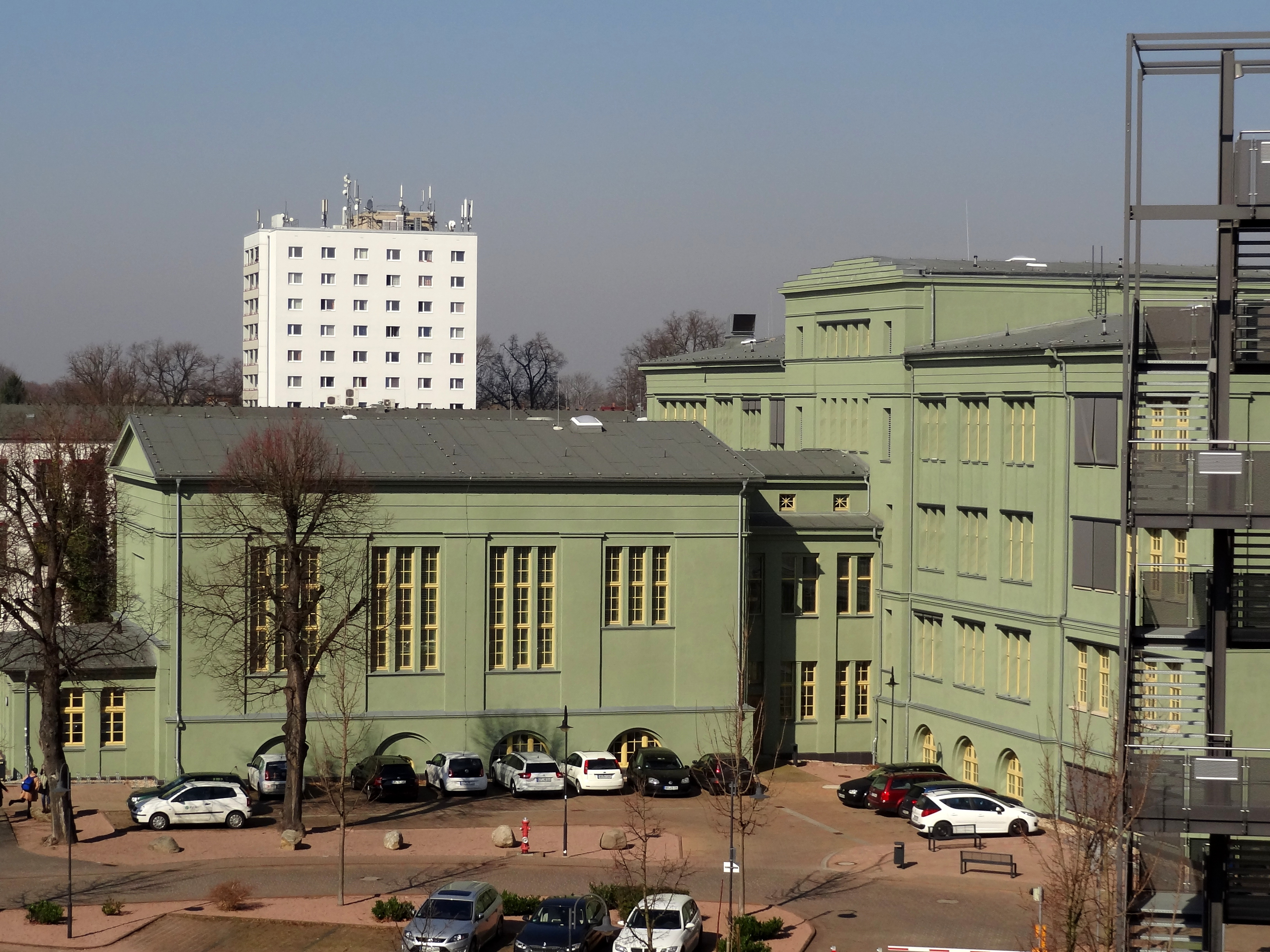
Grünes Gebäude